# Транспорт Пущі-Водиці
Транспорт Пущі-Водиці забезпечує зв'язок міста Києва з віддаленим лісовим курортним мікрорайоном Пущею-Водицею. Транспорт, що їздить Пущею-Водицею, представлений трамваєм № 12, 17, автобусом № 30 та маршрутними таксі №№ 226, 719.

## Автобус № 30
Спочатку цей маршрут сполучав станцію метро «Нивки» з Пущею-Водицею, але після введення в експлуатацію станції метро «Академмістечко» він змінив свою кінцеву.
Маршрут: Станція метро «Академмістечко» → проспект Палладіна → вулиця Міська → вулиця Федора Максименка → 5-та лінія → вулиця Юнкерова → 7-ма лінія → Радіологічний центр → санаторій «Лісова поляна» (назад: санаторій «Лісова поляна» → Радіологічний центр → 9-та лінія → вулиця Лісна → Центр медичної реабілітації → 13-та лінія → вулиця Селянська → вулиця Юнкерова → далі за початковим маршрутом до станції метро «Академмістечко»)
Час проїзду від кінцевої зупинки до першої зупинки Пущі-Водиці: 20 — 25 хв.

## Маршрутні таксі
Існують два маршрутні таксі: № 226 та № 719 (обидва — від станції метро «Нивки»). 
Також існували маршрути № 170 (від станції метро «Героїв Дніпра») та № 366 (від станції метро «Академмістечко»). Вказані маршрути згодом було скасовано (у 2015 та 2017 роках відповідно).

### Маршрутне таксі № 226 (скасовано).
Маршрут: Станція метро «Нивки» → вулиця Данила Щербаківського → вулиця Стеценка → вулиця Міська → вулиця Федора Максименка → 3-тя лінія → вулиця Юнкерова → 7-ма лінія → вулиця Гамарника (назад: вулиця Гамарника → 3-тя лінія) → вулиця Селянська.
Час проїзду від кінцевої зупинки до першої зупинки Пущі-Водиці: 25 — 27 хв.

### Маршрутне таксі № 719
Це маршрутне таксі транзитне, воно має кінцеву в селищі Горенка.
Маршрут: Станція метро «Нивки» → проспект Берестейський → вулиця Туполева → вулиця Стеценка (назад: вулиця Стеценка → вулиця Данила Щербаківського) → вулиця Міська →  вулиця Федора Максименка → 5-та лінія → вулиця Юнкерова → 7-ма лінія →  вулиця Квітки Цісик → селище Горенка.
Час проїзду від кінцевої зупинки до першої зупинки Пущі-Водиці: 25 — 30 хв.

## Трамвайне сполучення
Найстарішим транспортом, що сполучив місто (Верхнє місто і Поділ) з Пущею-Водицею, став трамвай. Першу колію через ліс було побудовано у 1900 році, а електрифіковано — у 1904.

### Історія Пуща-Водицького трамвая

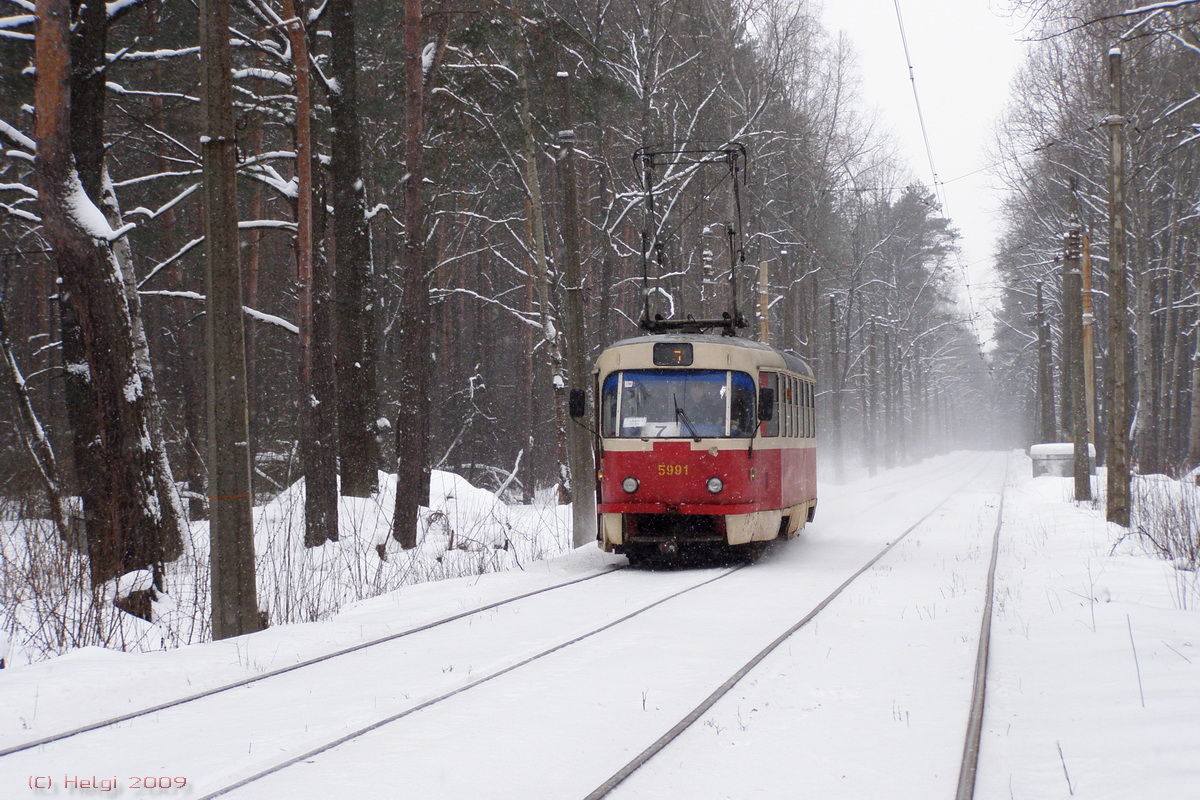
трамвай їде лісовою колією

Від початку XX століття до Російської революції існувало два трамвайні маршрути, які з'єднували низку селищ (Пущу-Водицю, Горенку, Пріорку, Кинь-Ґрусть) з Подолом (№ 19) та Старим Києвом (№ 20). З двох цих маршрутів частіше їздив 19-й, він і приймав на себе основний пасажиропотік. Після Першої світової війни та подій Української революції у Києві маршрут № 20 було закрито (трасу було закинуто), а трамвай № 19 повернувся під номером 12. У тридцяті роки, коли місцевість Пріорка розросталася, настала необхідність створити ще один трамвай № 19, який слугував скороченою версією 12-го. З тих часів маршрути цих трамваїв майже не змінювалися. 
Під час Другої світової війни всі лінії були зруйновані, але відремонтовані у 1944. У 40-х роках на рейсах використовувалися тривагонні трамваї, але через необхідність розвивати велику швидкість на лісовій колії вони швидко були зняті. У 1949 році рейки були перенесені з вулиці Вишгородської на вулицю Старозабарську, а у середині 60-х — на вулицю Автозаводську. При цьому колію на ділянці від стадіону «Спартак» (біля Подільського узвозу) до Куренівського парку змістили з середини дороги на край. У 1975 році відбулася незначна реконструкція колії на Подолі, а на початку 90-х — на вулиці Автозаводській. Відтоді маршрут незмінно існує і досі: зміни маршруту не вплинули ні на пасажиропотік, ні на інтервал руху, ні на кількість вагонів. 
З вересня 1954 року до 1 липня 1983 року існував маршрут №25, що з'єднував Пущу-Водицю із залізничним вокзалом. Маршрут мав рекордну довжину — 24,4 км та курсував лише у ранкові та вечірні години розкладом і інтервалом, що перевищував дві години.

### Сучасність

#### Трамвай №7
З літа 1997 року по вересень 2012 року існував маршрут №7, що був скороченим варіантом маршруту № 12 та з'єднував селище з площею Тараса Шевченка. 

#### Трамвай № 12
Маршрут: Контрактова площа → Спаська вулиця → Межигірська вулиця → Щекавицька вулиця → Костянтинівська вулиця → Оленівська вулиця → Кирилівська вулиця (назад: Кирилівська → Щекавицька → Костянтинівська → Спаська) → вулиця Семена Скляренка → Автозаводська вулиця → Полярна вулиця → площа Шевченка → Пуща-Водицька вулиця → лісова траса → Вулиця Федора Максименка → 5-та лінія → вулиця Юнкерова → 14-та лінія (з розворотом біля Селянської вулиці).
Контрактова площа; вулиця Щекавицька (назад також: вулиця Нижній Вал); вулиця Оболонська; вулиця Оленівська; Пивзавод; вулиця Заводська; ВАТ «Фармак»; 1-й авторемонтний завод; вулиця Вікентія Хвойки; стадіон «Спартак»; Куренівський парк; Московський проспект; вулиця Сирецька; вулиця Семена Скляренка; інститут ім. Бакуля; вулиця Лугова; вулиця Полупанова; вулиця Дубровицька; вулиця Миколи Гулака; вулиця Полярна; площа Т. Шевченка; вулиця Пуща-Водицька (на вимогу); Лісництво (на вимогу); Управління лісництвом (на вимогу); дитячий санаторів (на вимогу); Каланча (на вимогу); Спецдиспансер; Лісова (на вимогу); вулиця Міська; 1-ша лінія; 2-га лінія; 3-тя лінія; шпиталь; парк «Пуща-Водиця»; 6-та лінія; 7-ма лінія; 9-та лінія; 11-та лінія; 13-та лінія; Пуща-Водиця. 14-а лінія.
Час проїзду від кінцевої зупинки до першої зупинки Пущі-Водиці: 55 хв.

#### Трамвай №17
Маршрут: вулиця Йорданська (Лайоша Гавро) → вулиця Добринінська → вулиця Семена Скляренка → Автозаводська вулиця → Полярна вулиця → площа Шевченка → Пуща-Водицька вулиця → лісова траса → Вулиця Федора Максименка → 5-та лінія → вулиця Юнкерова → 14-та лінія (з розворотом біля Селянської вулиці)
Час проїзду від кінцевої зупинки до першої зупинки Пущі-Водиці: 43 хв.